# ИЛГА Европе
Међународна лезбијска, геј, бисексуална, транс и интерсекс асоцијација Европе, скраћено: ИЛГА Европе (енгл. European Region of the International Lesbian and Gay Association, ILGA-Europe) је огранак Међународне лезбијске, геј, бисексуалне, транс и интерсекс асоцијације. То је организација која се бави промовисањем интереса лезбијских, геј, бисексуалних, трансродних и интерсексуалних особа на европском нивоу. Њено чланство обухвата више од 500 организација из целе Европе и Централне Азије. Удружење ужива саветодавни статус у Економском и социјалном савету Уједињених нација и статус учесника у Савету Европе.

## Историја
ИЛГА Европе је основана 1996. године, када је њена матична организација, Међународна лезбијска, геј, бисексуална, транс и интерсекс асоцијација, основала одвојене регионе. Преузела је одговорност за подршку развоја ЛГБТ покрета у Европи, укључујући Трансродни Европе, Интер-ЛГБТ, као и за односе са Европском унијом, Саветом Европе и Организацијом за безбедност и сарадњу у Европи.
У почетку је ИЛГА Европе у потпуности радила на волонтерској бази. Међутим, 2001. године њен значајан допринос антидискриминаторној политици Европске уније (успостављеном чланом 13 Споразума из Амстердама) препознат је кроз пружање основних средстава, тренутно кроз програм ПРОГРЕС. То је омогућило Удружењу да успостави канцеларију у Бриселу, да ангажује стално особље и да спроводи обиман програм рада у вези са дискриминацијом на основу сексуалне оријентације у земљама чланицама ЕУ и земљама приступницама. Финансијска подршка Сигрид Раусинг Фондације, Института за отворено друштво, Фридом Хауса, америчког Стејт департмента и Министарства образовања, културе и науке Холандије омогућили су да ИЛГА Европе прошири свој рад у подручјима која нису обухваћена финансирањем ЕУ, укључујући источну Европу и централну Азију, и о питањима трансродних особа.
ИЛГА Европе одржава годишње конференције крајем октобра, од 2000. године, када организације чланице бирају Извршни одбор и одлучују о приоритетима рада за наредну годину.
- 2000 - Букурешт, Румунија, тема Прихватање разноликости
- 2001 - Ротердам, Холандија, тема Стварање партнерства
- 2002 - Лисабон, Португал, тема Препознавање различитости, промовисање једнакости
- 2003 - Глазгов, Уједињено Краљевство, тема Политика у пракси - стварање једнакости ЛГБТ-а
- 2004 - Будимпешта, Мађарска, тема Излазак у ЕУ
- 2005 - Париз, Француска
- 2006 - Софија, Бугарска, тема Ми смо породица - наше породице у Европи и европска породица
- 2007 - Вилњус, Литванија, тема ЛГБТ права су људска права - поштовање, признавање и одговорности
- 2008 - Беч, Аустрија, тематика Мисли глобално, делуј локално
- 2009 - Малта, тема Превазилажење верских и културних баријера до ЛГБТ равноправности
- 2010 - Хаг, Холандија, тема Изражавамо своје разлике, изазивамо своје предрасуде, развијамо своје савезе
- 2011 - Торино, Италија, тема Људска права и "Традиционалне вредности": сукоб или дијалог?
- 2012 - Даблин, Ирска, тема Унапређење једнакости ЛГБТИ у изазовном економском времену
- 2013 - Загреб, Хрватска, тема Породица је важна! Допирање у срца и умове
- 2014 - Рига, Летонија, тема Покрет: Водећа одржива промена
- 2015 - Атина, Грчка, тема Много гласова, Један покрет - Заједно, мобилисан за праведно друштво
- 2016 - Никозија, Кипар, тема Моћ народа - прослављање 20 година снаге у нама
- 2017 - Варшава, Пољска, тема Мобилизација Заједница, Покрети расту
- 2018 - Брисел, Белгија

## Тренутни рад
ИЛГА Европе ради на промовисању једнакости и недискриминације за ЛГБТИ особе у азилу, образовању, запошљавању, породичном праву, слободи окупљања, злочину из мржње, говору мржње и здрављу; и ради широм света како би заштитила браниоце људских права и интерсекс и транс особе. Асоцијација пружа финансирање и обуку за својих 500 организација чланица, како би увећала ефикасност и коришћење ресурса од стране ЛГБТИ организација у раду на остваривању својих циљева, да прошири утицај пропагирања на европском нивоу, како би осигурала одрживост ЛГБТИ покрета у Европи.
ИЛГА Европе сарађује са институцијама ЕУ, Саветом Европе и Организацијом за европску безбедност и сарадњу у циљу промовисања једнакости лобирањем и пропагирањем, укључујући подршку усвајању предложене Директиве ЕУ о забрани дискриминације, која би забранила дискриминацију на основу старости, инвалидности, вероисповести, веровања и сексуалне оријентације у свим областима компетенција ЕУ. Она такође користи стратешке парнице у Европском суду за људска права и Европском суду правде како би се окончала дискриминација, идентификовањем недостатака у заштити, подстицањем организација и појединаца на развијање судских предмета и подржавање таквих случајева са правним ресурсима и поднесцима Amicus curiae.
Током избора у Европском парламенту 2014. године, ИЛГА Европе је промовисала своју европску изборну опцију "Come out 2014" за кандидате, који су се фокусирали на приоритетна ЛГБТИ питања у Парламенту 2014-2019: директиве ЕУ о једнакости ЛГБТИ; спровођење људских права у ЕУ; попуњавање директиве ЕУ о забрани дискриминације; борба против хомофобичног и трансфобичног насиља; инклузивна дефиниција 'породице'; транс права и депатолигизација; акција против малтретирања школе; здравствена дискриминација и неједнакости; ЛГБТИ тражиоци азила; чиме би ЕУ доминирала у сфери заштите ЛГБТИ права широм света. Укупно 187 изабраних посланика (25 посто) потписало је залог, укључујући 83 члана ПЕС-а, 14 чланова АЛДЕ-а и 14 из ЕПП-а.
Данас ИЛГА Европе има више од 20 запослених који раде у четири области: заступање, комуникације, финансије и администрација и програми. Сви су засновани на канцеларији организације у Европском кварту у Бриселу.

## Дуга Европе
Сваког маја, ИЛГА Европе објављује своју анализу Дуга Европе, као обележје Међународног дана против хомофобије и трансфобије. У њој представља поштовање људских права и оцењује квалитет живота ЛГБТ особа на свакој европској територији, покривајући дискриминацију, породицу, говор мржње, слободу изражавања и окупљања и др. Године 2006, Малта је била на врху, са 88% напретка ка потпуном поштовању људских права и једнакости, мало изнад Белгије и Велике Британије. Азербејџан је означен као најгоре место за ЛГБТИ једнакост, са само 5%, а прате га Русија, Јерменија и Турска. Највећи пораст од 2015. године је забележен у Грчкој, са скоком за 19 поена, стављајући је на 58%. Извештај за 2016. је дат у следећој табели:
| Држава               | Закони и политике против дскриминације | Препознавање породице | Заштита од злочина из мржње | Правно признавање рода | Поштовање слободе окупљања, удруживања и изражавања | Азил | Средња оцена | Промена од 2015 |
| -------------------- | -------------------------------------- | --------------------- | --------------------------- | ---------------------- | --------------------------------------------------- | ---- | ------------ | --------------- |
| Албанија             | 40%                                    | 0%                    | 72%                         | 0%                     | 100%                                                | 0%   | 34%          |                 |
| Андора               | 14%                                    | 63%                   | 18%                         | 0%                     | 100%                                                | 0%   | 32%          | +1%             |
| Јерменија            | 0%                                     | 7%                    | 0%                          | 0%                     | 65%                                                 | 0%   | 7%           |                 |
| Аустрија             | 57%                                    | 86%                   | 36%                         | 66%                    | 100%                                                | 40%  | 64%          | +12%            |
| Азербејџан           | 0%                                     | 4%                    | 0%                          | 7%                     | 35%                                                 | 0%   | 5%           | 0%              |
| Белорусија           | 0%                                     | 7%                    | 0%                          | 57%                    | 35%                                                 | 0%   | 13%          |                 |
| Белгија              | 90%                                    | 100%                  | 72%                         | 33%                    | 100%                                                | 100% | 82%          |                 |
| Босна и Херцеговина  | 80%                                    | 11%                   | 36%                         | 0%                     | 65%                                                 | 0%   | 39%          | +10%            |
| Бугарска             | 50%                                    | 7%                    | 0%                          | 10%                    | 100%                                                | 0%   | 24%          |                 |
| Хрватска             | 80%                                    | 48%                   | 90%                         | 37%                    | 100%                                                | 40%  | 67%          |                 |
| Кипар                | 11%                                    | 48%                   | 36%                         | 0%                     | 100%                                                | 20%  | 32%          | +14%            |
| Чешка                | 50%                                    | 28%                   | 0%                          | 24%                    | 100%                                                | 0%   | 32%          |                 |
| Данска               | 45%                                    | 100%                  | 54%                         | 79%                    | 100%                                                | 40%  | 71%          | +3%             |
| Естонија             | 31%                                    | 31%                   | 18%                         | 56%                    | 100%                                                | 0%   | 36%          | +2%             |
| Европска унија       | 48%                                    | 58%                   | 42%                         | 39%                    | 98%                                                 | 35%  | 53%          | N/A             |
| Финска               | 75%                                    | 89%                   | 72%                         | 43%                    | 100%                                                | 60%  | 75%          | +13%            |
| Француска            | 70%                                    | 78%                   | 90%                         | 16%                    | 100%                                                | 0%   | 67%          | +2%             |
| Грузија              | 50%                                    | 7%                    | 36%                         | 23%                    | 65%                                                 | 0%   | 30%          |                 |
| Немачка              | 69%                                    | 56%                   | 5%                          | 66%                    | 100%                                                | 80%  | 55%          |                 |
| Грчка                | 54%                                    | 48%                   | 91%                         | 24%                    | 100%                                                | 40%  | 58%          | +19%            |
| Мађарска             | 50%                                    | 41%                   | 72%                         | 30%                    | 100%                                                | 20%  | 51%          | +1%             |
| Исланд               | 13%                                    | 89%                   | 72%                         | 49%                    | 100%                                                | 40%  | 59%          |                 |
| Ирска                | 25%                                    | 89%                   | 18%                         | 79%                    | 100%                                                | 20%  | 55%          | +15%            |
| Италија              | 11%                                    | 37%                   | 0%                          | 40%                    | 100%                                                | 40%  | 29%          | +7%             |
| Косово               | 75%                                    | 7%                    | 18%                         | 0%                     | 65%                                                 | 40%  | 32%          | +14%            |
| Летонија             | 11%                                    | 7%                    | 0%                          | 24%                    | 100%                                                | 40%  | 18%          | 0%              |
| Лихтенштајн          | 0%                                     | 41%                   | 0%                          | 0%                     | 65%                                                 | 40%  | 18%          |                 |
| Литванија            | 20%                                    | 4%                    | 36%                         | 10%                    | 30%                                                 | 20%  | 18%          |                 |
| Луксембург           | 31%                                    | 89%                   | 36%                         | 16%                    | 100%                                                | 20%  | 50%          | +7%             |
| Македонија           | 26%                                    | 7%                    | 0%                          | 7%                     | 100%                                                | 0%   | 18%          | +5%             |
| Малта                | 87%                                    | 78%                   | 100%                        | 100%                   | 100%                                                | 40%  | 88%          | +11%            |
| Молдавија            | 11%                                    | 7%                    | 0%                          | 40%                    | 30%                                                 | 20%  | 11%          | 0%              |
| Монако               | 0%                                     | 7%                    | 18%                         | 0%                     | 65%                                                 | 0%   | 11%          | 0%              |
| Црна Гора            | 80%                                    | 7%                    | 72%                         | 24%                    | 65%                                                 | 0%   | 45%          |                 |
| Холандија            | 40%                                    | 100%                  | 36%                         | 80%                    | 100%                                                | 80%  | 66%          |                 |
| Норвешка             | 70%                                    | 96%                   | 36%                         | 79%                    | 100%                                                | 100% | 76%          | +7%             |
| Пољска               | 11%                                    | 4%                    | 0%                          | 37%                    | 100%                                                | 20%  | 18%          |                 |
| Португал             | 57%                                    | 100%                  | 72%                         | 66%                    | 100%                                                | 40%  | 76%          | +9%             |
| Румунија             | 25%                                    | 4%                    | 18%                         | 24%                    | 100%                                                | 20%  | 23%          |                 |
| Русија               | 0%                                     | 15%                   | 0%                          | 17%                    | 0%                                                  | 0%   | 7%           |                 |
| Сан Марино           | 0%                                     | 7%                    | 36%                         | 0%                     | 65%                                                 | 0%   | 14%          | 0%              |
| Србија               | 60%                                    | 4%                    | 54%                         | 0%                     | 65%                                                 | 0%   | 32%          | +3%             |
| Словачка             | 50%                                    | 4%                    | 18%                         | 14%                    | 100%                                                | 40%  | 29%          | 0%              |
| Словенија            | 59%                                    | 56%                   | 18%                         | 7%                     | 100%                                                | 20%  | 43%          | +11%            |
| Шпанија              | 35%                                    | 100%                  | 74%                         | 59%                    | 100%                                                | 60%  | 70%          | +1%             |
| Шведска              | 65%                                    | 89%                   | 36%                         | 56%                    | 100%                                                | 20%  | 65%          |                 |
| Швајцарска           | 25%                                    | 44%                   | 0%                          | 26%                    | 100%                                                | 60%  | 33%          | +5%             |
| Турска               | 0%                                     | 4%                    | 0%                          | 17%                    | 65%                                                 | 0%   | 9%           |                 |
| Украјина             | 10%                                    | 7%                    | 0%                          | 24%                    | 65%                                                 | 0%   | 13%          | +3%             |
| Уједињено Краљевство | 83%                                    | 97%                   | 70%                         | 64%                    | 100%                                                | 60%  | 81%          |                 |